# ستويتشكوف
ستويتشكوف (بالإسبانية: Juan Diego Molina Martínez)‏ هو لاعب كرة قدم إسباني في مركز الهجوم، ولد في 5 نوفمبر 1993 في سان روج في إسبانيا. لعب مع ريال مايوركا.

## وصلات خارجية
- ستويتشكوف على موقع قاعدة بيانات كرة القدم.إي يو (الإنجليزية)
- ستويتشكوف على موقع Soccerway.com (الإنجليزية)
- ستويتشكوف على موقع عالم كرة القدم.نت (الإنجليزية)